# Maryla Płońska

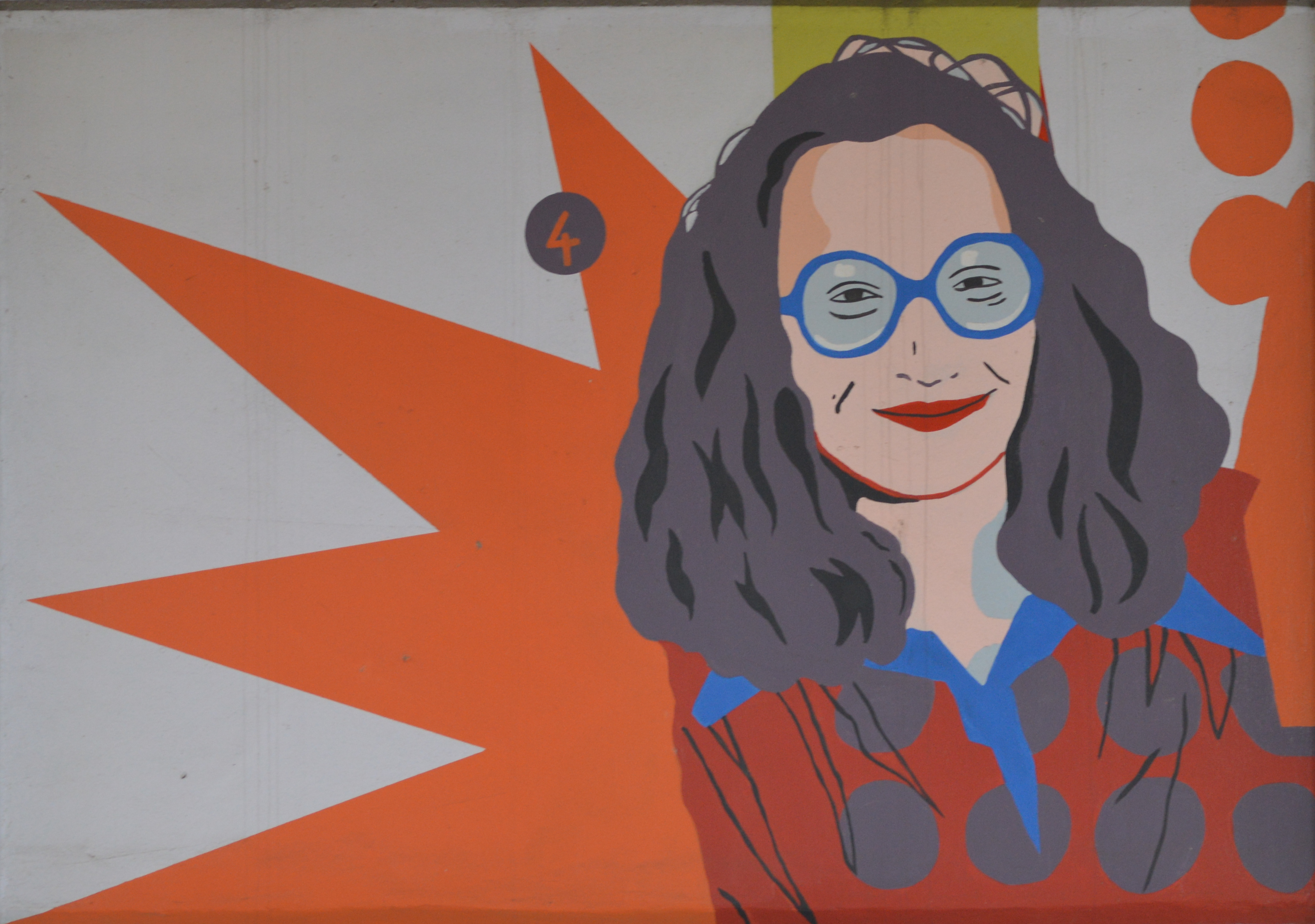
Wizerunek Maryli Płońskiej na muralu „Kobiety Wolności” w Gdańsku

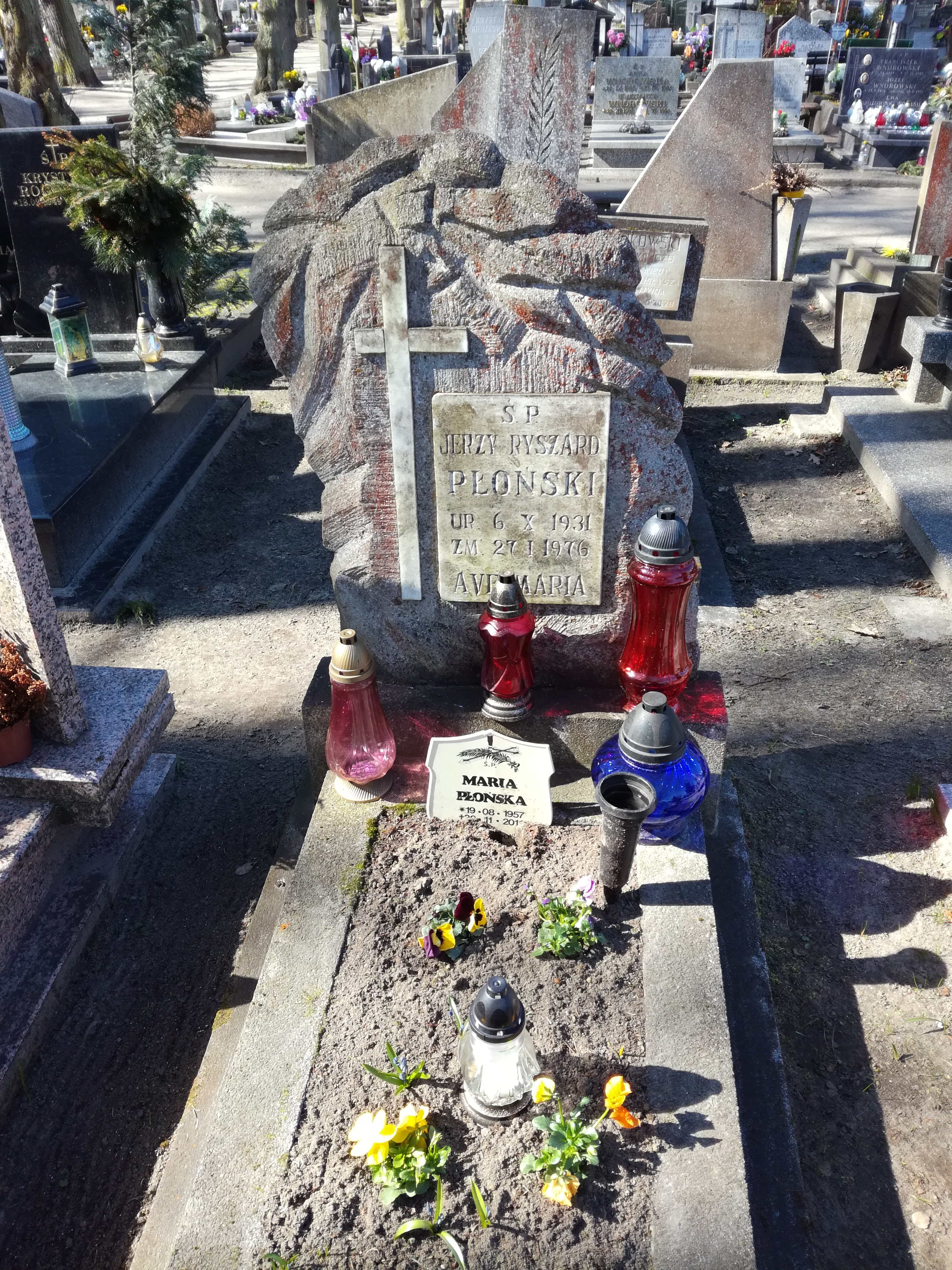
Grób Maryli Płońskiej na cmentarzu Oliwskim

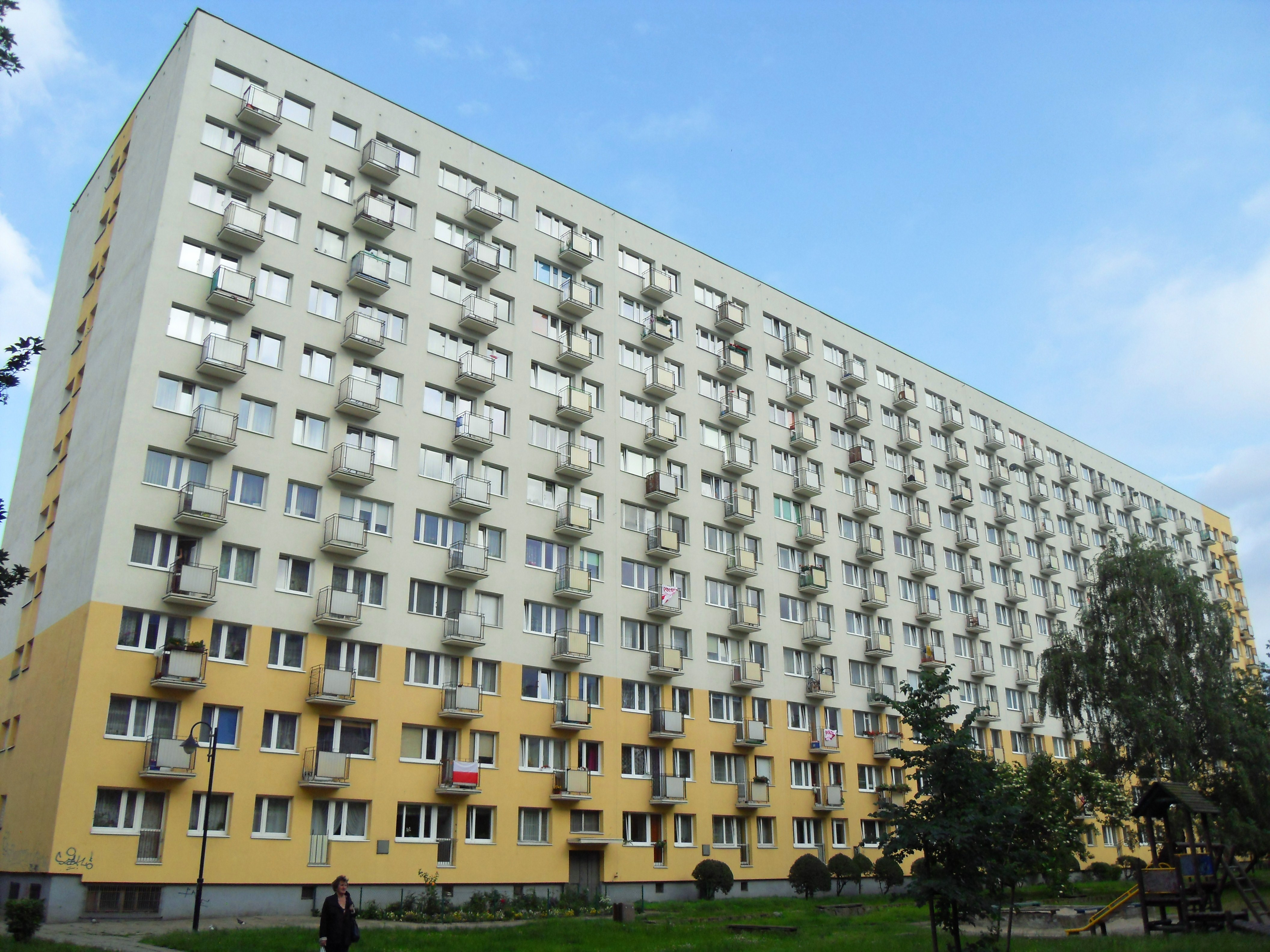
Blok przy ul. Wejhera 3, w którym mieszkała Maryla Płońska

Maryla Płońska, właśc. Maria Helena Płońska (ur. 19 sierpnia 1957 w Gdańsku, zm. 30 listopada 2011 tamże) – polska działaczka opozycji demokratycznej w okresie PRL.

## Życiorys
Urodziła się 19 sierpnia 1957 w Gdańsku w rodzinie pochodzących z Podlasia Jerzego (pracownika Milicji, zm. 1976) i Władysławy (sekretarki na Politechnice Gdańskiej). Do 1968 mieszkała u dziadków w Jurowcach na Podlasiu. Absolwentka Technikum Mechaniczno-Elektrycznego w Gdańsku z 1978. W latach 1979–1980 studentka na Wydziale Chemii Politechniki Gdańskiej, specjalizacja chemia organiczna.
Od końca lat 70. działała w Ruchu Obrony Praw Człowieka i Obywatela. Od 1978 była działaczką Wolnego Związku Zawodowego Wybrzeża. Była wśród założycieli wydawanego w drugim obiegu pisma „Robotnik Wybrzeża”, w którym odpowiadała za redakcję techniczną tekstów, do którego również pisała teksty na tematy społeczne. Współorganizowała obchody 9. rocznicy Grudnia 1970 w Gdańsku, gdzie w imieniu WZZ przemawiała pod Bramą nr 2 Stoczni Gdańskiej im. Lenina. Żądała wyjaśnienia niejasnych okoliczności śmierci Tadeusza Szczepańskiego w marcu 1980, w związku z czym została zatrzymana przez funkcjonariuszy SB. Została relegowana ze studiów za prowadzenie działalności opozycyjnej.
W sierpniu 1980 była uczestniczką strajku w Stoczni Gdańskiej. 7 sierpnia, wraz z Bogdanem Borusewiczem, Joanną i Andrzejem Gwiazdami, Janem Karandziejem, Aliną Pienkowską oraz Lechem Wałęsą, była współautorką odezwy, która wzywała stoczniowców do stanięcia w obronie Anny Walentynowicz – dyscyplinarnie zwolnionej z pracy, na pięć miesięcy przed osiągnięciem przez nią wieku emerytalnego. Od sierpnia brała udział w pracach Międzyzakładowego Komitetu Strajkowego, uczestniczyła jako sekretarz w sformułowaniu 21 postulatów Międzyzakładowego Komitetu Strajkowego. Przez niektóre źródła wymieniana jako jedna z kobiet (obok m.in. Aliny Pienkowskiej i Anny Walentynowicz), które 16 sierpnia 1980 namawiały stoczniowców do kontynuowania protestu. Następnie odpowiadała za zorganizowanie biura tłumaczeń dla zagranicznych dziennikarzy. Była radykalna w poglądach, zapytana przez dziennikarza o cel strajku, odpowiedziała, że „celem strajku jest obalenie systemu komunistycznego!”. Brała udział w organizowaniu gdańskich struktur NSZZ „Solidarność”, po pewnym czasie wycofała się z działalności związkowej, zniechęcona tarciami wewnątrz związku.
Pracowała dorywczo. W latach 1984–1987 jako bibliotekarka na Wydziale Matematyki, Fizyki i Chemii Uniwersytetu Gdańskiego, od 1988 w Wojewódzkim Ośrodku Informatyki w Gdańsku. Zapadła na chorobę neurologiczną. Od 1989 przebywała na rencie.

## Życie prywatne
Mieszkała w tym samym bloku (na ul. Jakuba Wejhera 3) i na tym samym piętrze, co Joanna i Andrzej Gwiazdowie. Miała syna Konrada, którego wychowywała wspólnie z matką.
Zmarła 30 listopada 2011 na skutek choroby nowotworowej. Została pochowana na cmentarzu Oliwskim w Gdańsku.

## Upamiętnienie
Jej wypowiedzi zostały wykorzystane w filmie dokumentalnym Solidarność według kobiet z 2014 w reżyserii Marty Dzido i Piotra Śliwowskiego.
Została jedną z bohaterek gdańskiego projektu historycznego „Metropolitanka” opowiadającego o kobietach „Solidarności”, stworzonego przez Instytut Kultury Miejskiej.
Postanowieniem prezydenta Andrzeja Dudy z 13 marca 2018 została pośmiertnie odznaczona Krzyżem Wolności i Solidarności.
Płońska była jedną z osób, których wizerunek znalazł się w 2019 na muralu „Kobiety Wolności” na stacji PKM Strzyża w Gdańsku.